# ألان دون
ألان دون هو سياسي أمريكي، ولد في 3 مارس 1965 في غلينديف في الولايات المتحدة. نشط حزبياً في الحزب الجمهوري. وقد انتخب عضو مجلس نواب مونتانا ‏.